# زوهرية
المحارية  أو زَوْهَرِيَّة (الاسم العلمي: Veneridae)، فصيلة حيوانات بحرية من الرخويات. هي فصيلة كبيرة جدًا من تعيش في المياه المالحة. تضم أكثر من 500 نوع حي من ذوات الصدفتين المعروفة، معظمها صالح للأكل، ويتم استغلال الكثير منها كمصادر غذائية.